# Melchior Schildt

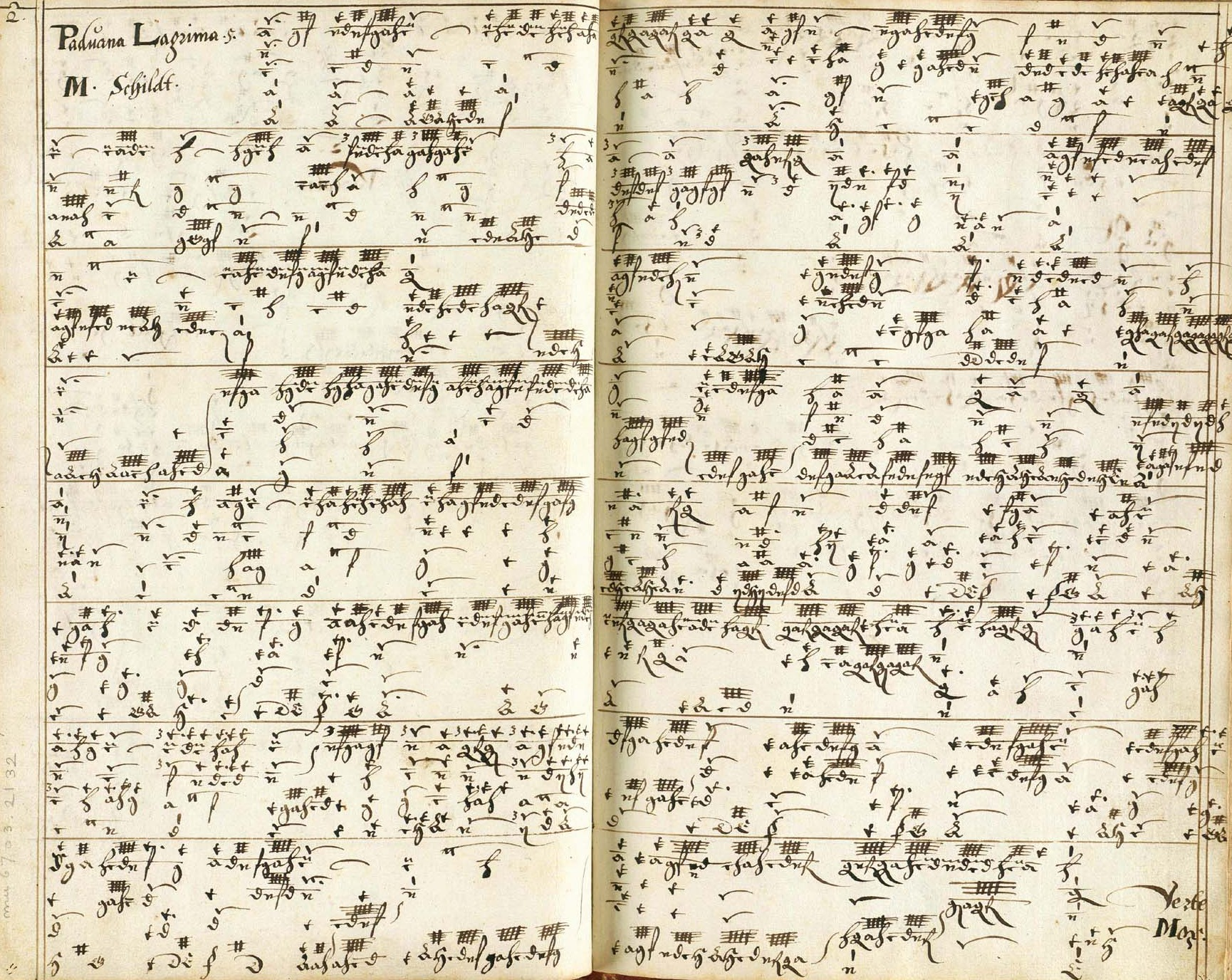
Melchior Schildts Variationen über Paduana Lachrimae.

Melchior Schildt, född 1592 eller 1593 i Hannover, död där 22 maj 1667, var en tysk tonsättare. 
Schildt, som var lärjunge till Jan Pieterszoon Sweelinck i Amsterdam, var 1623–26 organist i Wolfenbüttel, efter 1629 till sin död i Hannover. Åren 1626–29 hade han tjänst hos Kristian IV av Danmark som lärare för kungabarnen på Dalum kloster. Han efterlämnade endast några få kompositioner för orgel och för klaver (däribland manuskript på Det Kongelige Bibliotek i Köpenhamn).